# Strada provinciale 65 Cortenova-Perledo
La strada provinciale 65 (detta anche SP65 o della Valsassina o Scenic Route 65) era una strada provinciale della provincia di Lecco, poi divenuta SS753.
Si tratta di una importante arterie della provincia di Lecco e un frequentato itinerario turistico che collega la Valsassina con la Val d'Esino. Gran parte del tracciato è inserito nel Parco della Grigne Settentrionale.
La strada offre notevoli scorci paesaggistici, specialmente nei pressi di due aree di sosta che si affacciano da oriente sul Lago di Como, in località Bologna e Agueglio (Perledo).

## Percorso
La strada inizia a Cortenova, cuore della Valsassina nella sponda sinistra del torrente Pioverna, ad una altezza altimetrica pari a 483 m.s.l.m. dove interseca la strada provinciale 62. La strada si snoda verso Parlasco e sale verso il Passo di Agueglio che porta ad una altezza di 1142 m.s.l.m. in questo tratto si incontrano: 
- Monte Albiga (900 m s.l.m.)
- Monte San Defendente - Agueglio (1.321 m s.l.m.)

Il tracciato giunge a Esino Lario e di lì ad un bivio che permette di raggiungere il passo Cainallo. Svoltando a destra si prosegue sulla SP65 che continua a ridurre progressivamente la propria altimetria costeggiando successivamente la Val d'Esino a mezza costa regalando panorami mozzafiato interessando poi l'abitato di Perledo nelle sue frazioni (Bologna, Selva, Regolo e Olivedo).
La strada si conclude in località Olivedo e si immette sulla strada provinciale 72, all'altezza della foce del torrente Esino nei pressi della Stazione di Varenna-Esino-Perledo e della stazione dei traghetti e battelli che partendo da Varenna attraversano il Lago di Como.
In preparazione all'evento Wikimania 2016 la strada è stata interessata da interventi di manutenzione straordinaria.

## Storia
Il tratto Parlasco - Esino Lario è dedicato all'ingegner Pietro Pensa. Il resto del tracciato, all'infuori del comune di Esino Lario, è denominato Via per Esino.
Sin dagli anni Ottanta la SP 65 ha ospitato anche gare di rally, nel tempo soppiantate a causa dell'alto numero di incidenti, l'ultima gara si è svolta nel 2012.